# Jiří Svoboda (volejbalista)
Jiří Svoboda (* 19. dubna 1941, Zubří) je český volejbalista, reprezentant Československa, člen bronzového týmu na LOH 1968 v Mexiku. Je také vicemistrem Evropy z roku 1967.